# Zeche Vereinigte Hagenbeck
Die Zeche Vereinigte Hagenbeck war ein Steinkohlen-Bergwerk in Essen-Altendorf.

## Geschichte
Die Zeche war einer der ältesten urkundlich nachweisbaren Bergbaubetriebe des gesamten Ruhrgebietes. Schon 1575 bestand im Grubenfeld die Societät der Köhler auf der Goes, die Steinkohle im Pingen- und Stollenbau gewann. Ab etwa 1735 taucht für diese Gesellschaft der Name Kohlen Werck Hagenbeck auf, benannt nach der Hagenbecke in Altendorf.
Die bergrechtliche Gewerkschaft Vereinigte Hagenbeck wurde 1836 gegründet. Bereits 1837 wurde südlich von Altendorf (heutiges Gewerbegebiet In der Hagenbeck) der erste Schacht niedergebracht, der nach mehreren Wassereinbrüchen 1842 in Betrieb gehen konnte. Neben dem Schacht 1 wurde 1853 bis 1858 der Schacht 2 niedergebracht, der 1902 zum Hauptförderschacht mit neuartiger Fördereinrichtung umgebaut wurde.
1896 wurde dem Bergwerk eine Kokerei angegliedert, 1904 eine Brikettfabrik.
1922 bis 1923 wurde auf der Schachtanlage 1/2 der Schacht 3 als reiner Wetterschacht zusätzlich abgeteuft.
Die höchste Jahresfördermenge wurde 1927 mit 517.376 Tonnen Kohle erreicht.

## Stilllegung
Der Mülheimer Bergwerks-Verein hatte bereits 1898 Vereinigte Hagenbeck übernommen. Die Kohlenförderung der Zeche wurde 1928 stillgelegt, und die Berechtsame fortan über die Mülheimer Zeche Rosenblumendelle abgebaut. Bis zur Stilllegung der Zeche Rosenblumendelle 1966 verblieben die Schächte Hagenbeck 2 und 3 bei dieser Zeche.